# 85 جنايات (فلم)
85 جنايات هو فيلم دراما مصري من إخراج علاء كريم وبطولة حسين فهمي، رغدة، هدى عيسى ويسري العشماوي. صدر الفيلم في 11 أكتوبر 1993.

## نبذه
يعيش العقيد «حازم» مأمور سجن النساء وحيدًا مع ابنته بعد وفاة زوجته، يتعرف إلى «راوية» الجميلة الثرية التي تسكن في فيلا مجاورة، وتتوطد علاقتهما وتهتم بابنته، وتخبره بأنها تعيسة في حياتها الزوجية مع زوجها «درويش»، يتم القبض عليها وعلى زوجها بتهمة حيازة مخدرات، وتُلقى بالسجن ويعاملها العقيد «حازم» بقسوة شديدة. يقوم مجموعة من المجرمين بالانتقام منه مما يتسبب في فقدان ساقه في الوقت الذي تحصل فيه راوية على البراءة.

## طاقم العمل
- حسين فهمي بدور العقيد «حازم»
- رغدة بدور «راوية»
- هدى عيسى بدور والدة «حازم»
- يسري العشماوي بدور «درويش بك»
- علية الجباس بدور «صبحية لوز»

## وصلات خارجية
- 85 جنايات على موقع الدهليز
- 85 جنايات على موقع قاعدة بيانات الأفلام العربية